# ドゥカーレ宮殿

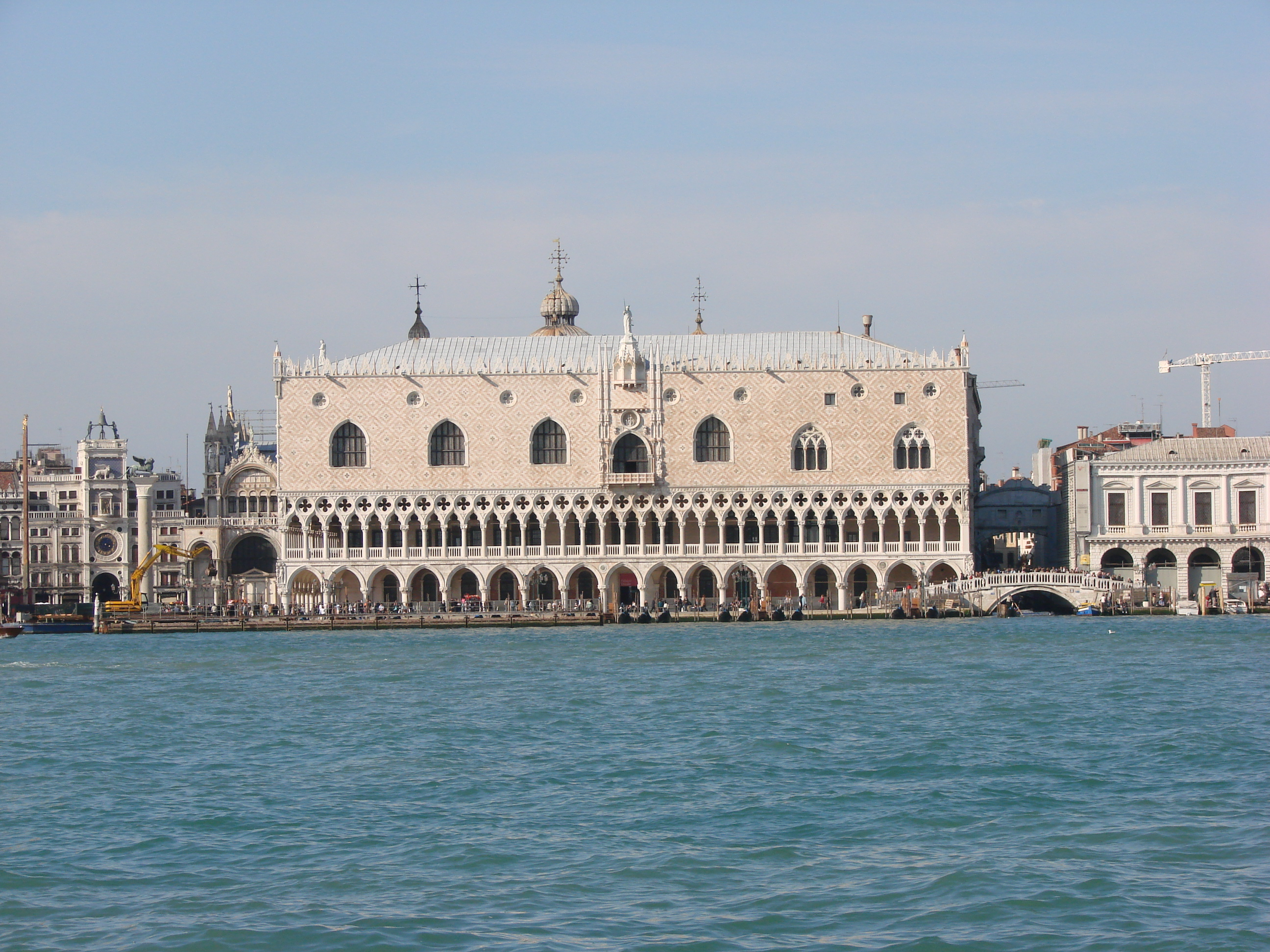
ヴェネツィアのドゥカーレ宮殿

ドゥカーレ宮殿（ドゥカーレきゅうでん、イタリア語: Palazzo Ducale、英語: Doge's Palace）は、イタリア語で、総督や○○公の宮殿のこと。英語からの訳で「ドージェ宮」と呼ばれることもある。
本記事においては、ヴェネツィアに所在するものについて記述する。
ドゥカーレ宮殿（ドゥカーレきゅうでん）は、ヴェネツィア共和国の総督邸兼政庁であった建造物。ドージェ（総督）の公邸であった。サン・マルコ大聖堂に隣接した敷地に建つこのドゥカーレ宮殿は住宅、行政府、立法府、司法府、刑務所という複合機能をもった建物とされていた。中庭の北側面はサン・マルコ聖堂の外壁と接するようになっている（ヴェネツィア共和国が健在であった頃のサン・マルコ聖堂は「ドージェの礼拝堂」とされており、ヴェネツィア大司教の司教座教会（ドゥオーモ）ではなかった。サン・マルコ聖堂がヴェネツィア大司教の司教座教会となったのは、ヴェネツィア共和国滅亡後の1807年である）。
8世紀に創建され、12世紀まで宮殿として使われていた痕跡が残っている。1340年、ピエトロ・バセッジオ（1354頃没）とフィリッポ・カレンダリオ（1315〜1355）のデザイン指揮の下で海に面した南側壁面から始められ、そして1424年からは狭い広場に面した西側の壁面へと継続された。聖堂と宮殿の間にはめ込まれた精緻な造形の主門（布告門）は建築家ジョバン・ボン（1355〜1443）とその息子ボルトロメオ（1400頃〜1464）によって1442年に作られたもの。そこにはフランチェスコ・フォスカリ総監と思われる彫像、不屈の精神、自制といった、聖堂のファサードで見られるような主題の彫刻が設置されている。1536年以降には投票の間の特徴的なバルコニーが西側の柱廊の上に追加された。この柱廊は1574年と1577年の火災後および19世紀の火災後に修復されている。14世紀（1309年） - 16世紀にかけて現在の形に改修された。サン・マルコ広場に面して建造され、運河を隔てて対岸の牢獄跡と、ため息橋で結ばれている。外観はゴシック風のアーチが連続し、イスラム建築の影響も見られる細やかな装飾が施されている。
現在内部は、ヴェネツィア市民美術館財団（MUVE）の運営する美術館の一つとして公開されている。

## ギャラリー

### 内装

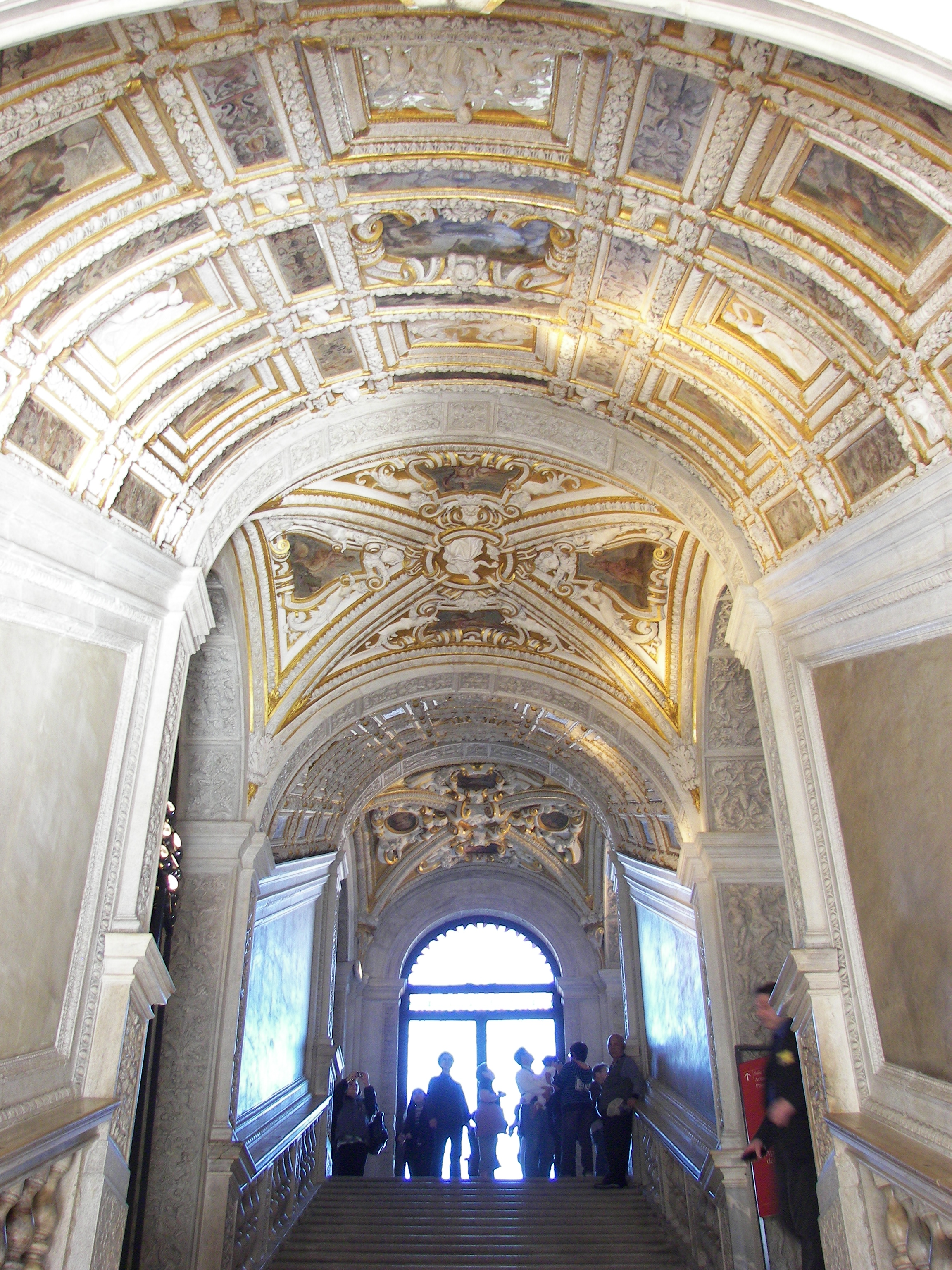
黄金階段
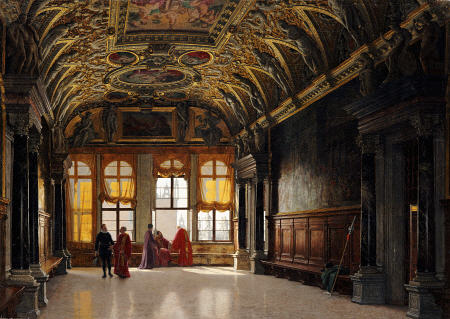
4つの扉の間
ライオンの口

### 絵画

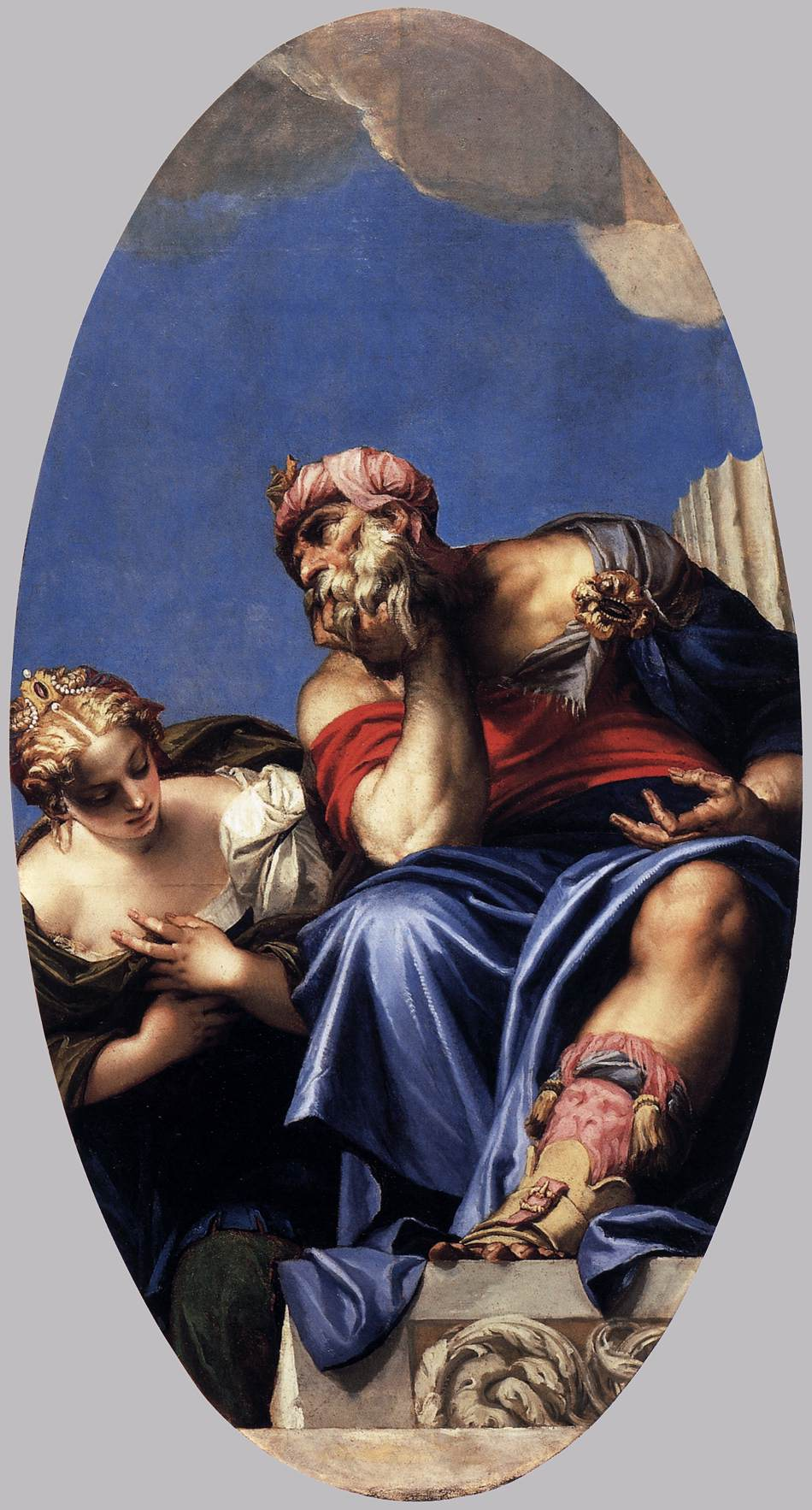
『老いと若さ』（1554 - 1556年頃、パオロ・ヴェロネーゼ）
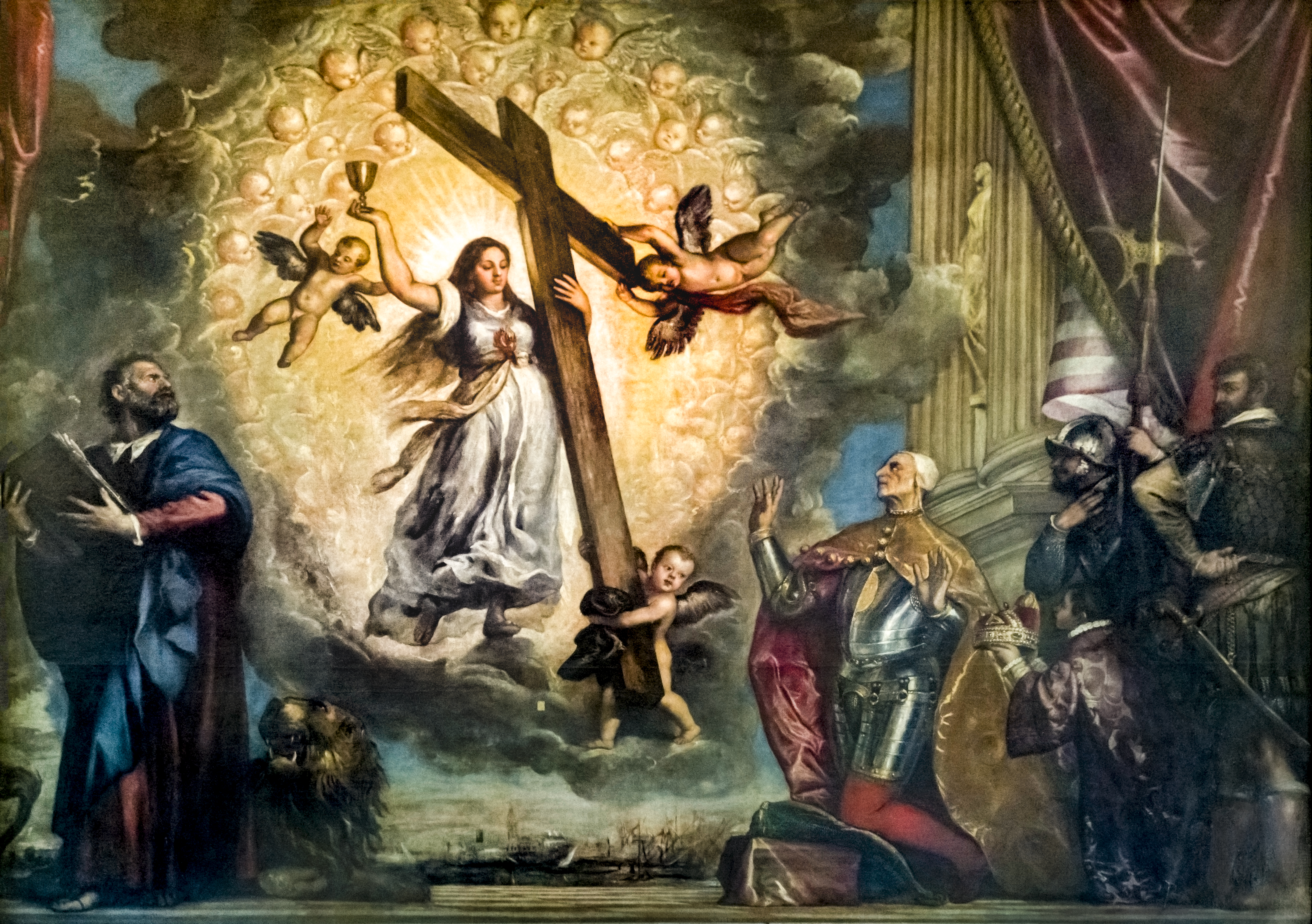
『祈りを捧げるグリマーニ総督』（1575 - 1576年頃、ティツィアーノ・ヴェチェッリオ）
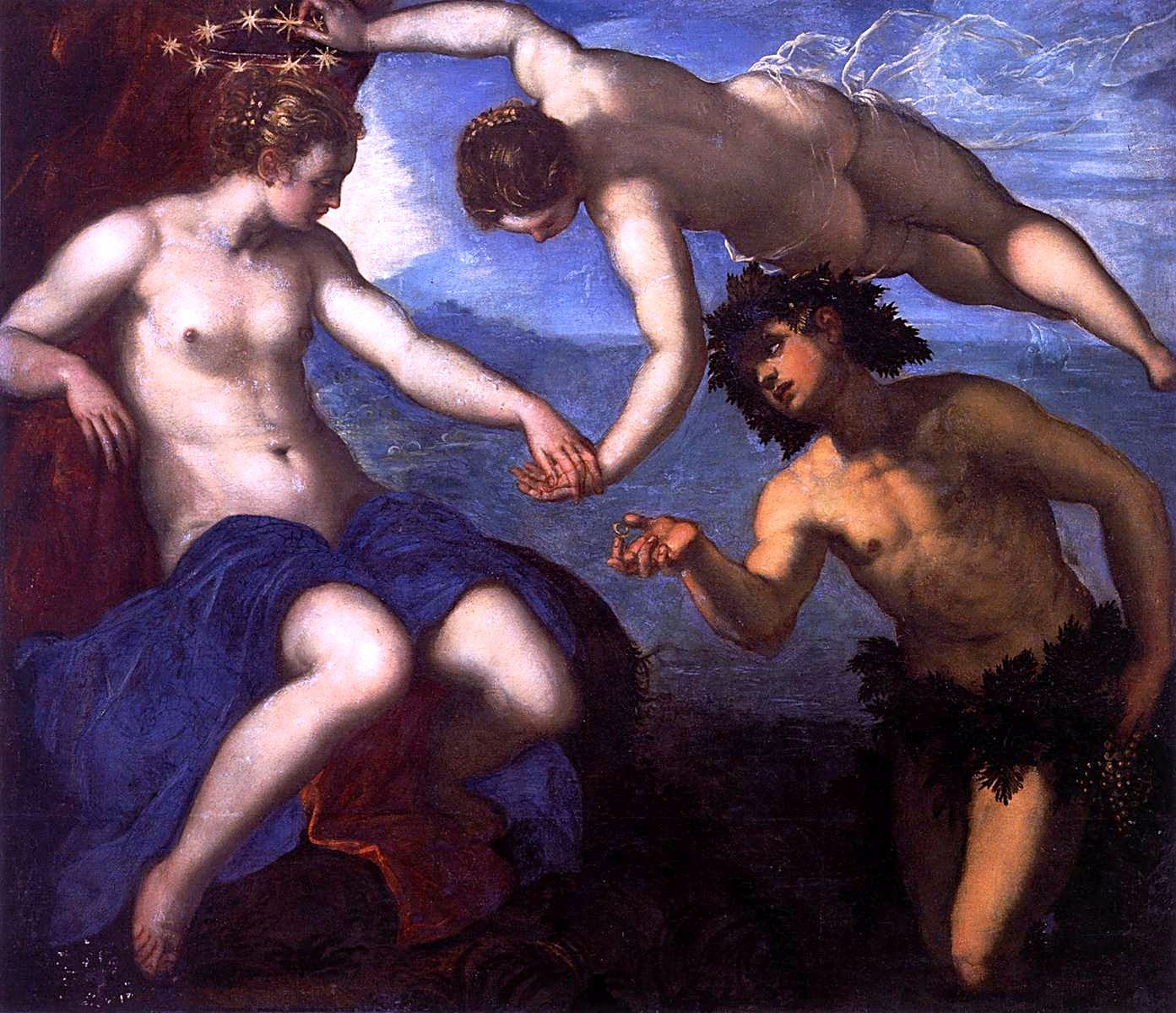
『ヴィーナスとアリアドネとバッカス』（1576年頃、ティントレット）
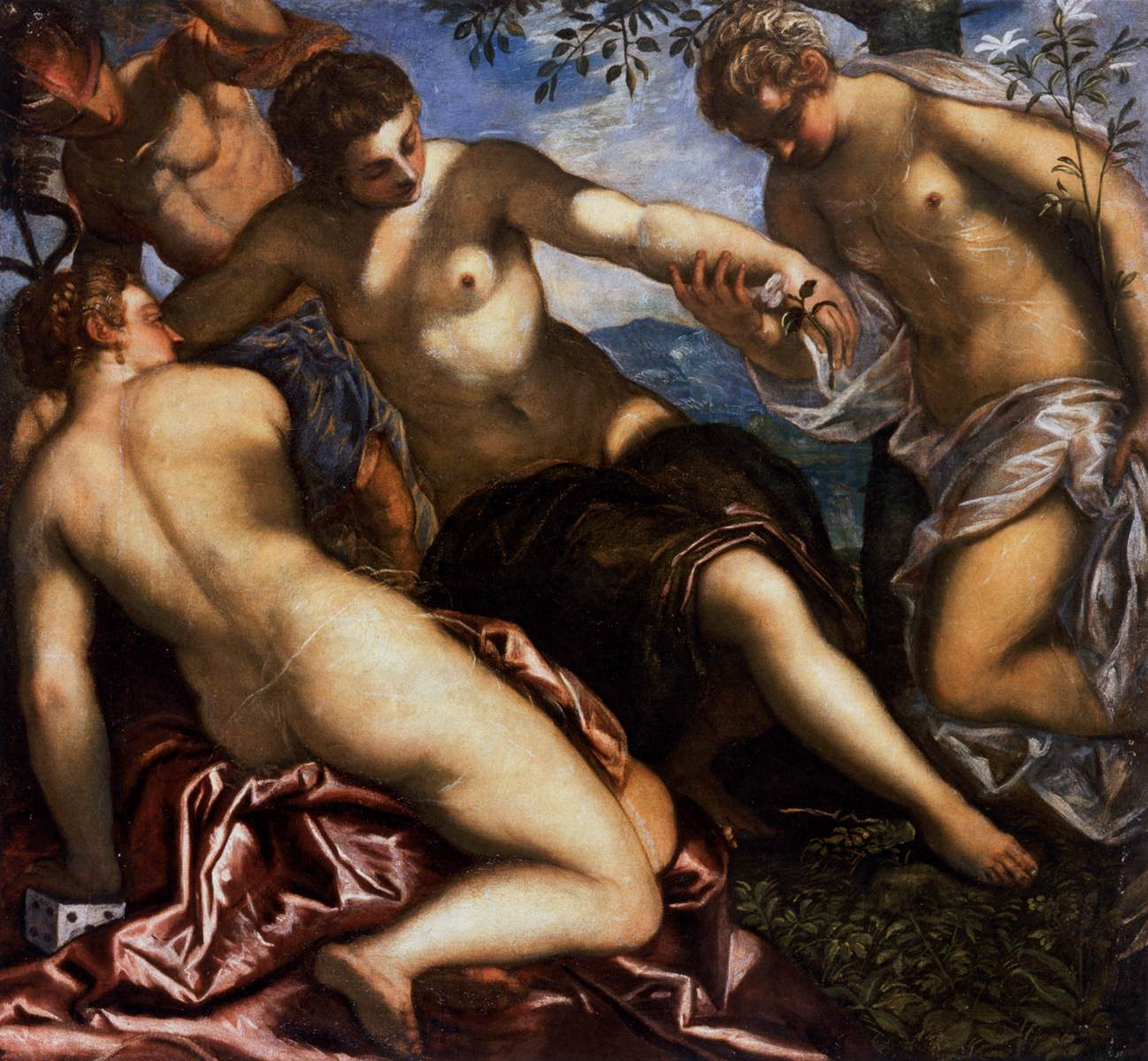
『三美神とメルクリウス』（1576年頃、ティントレット）
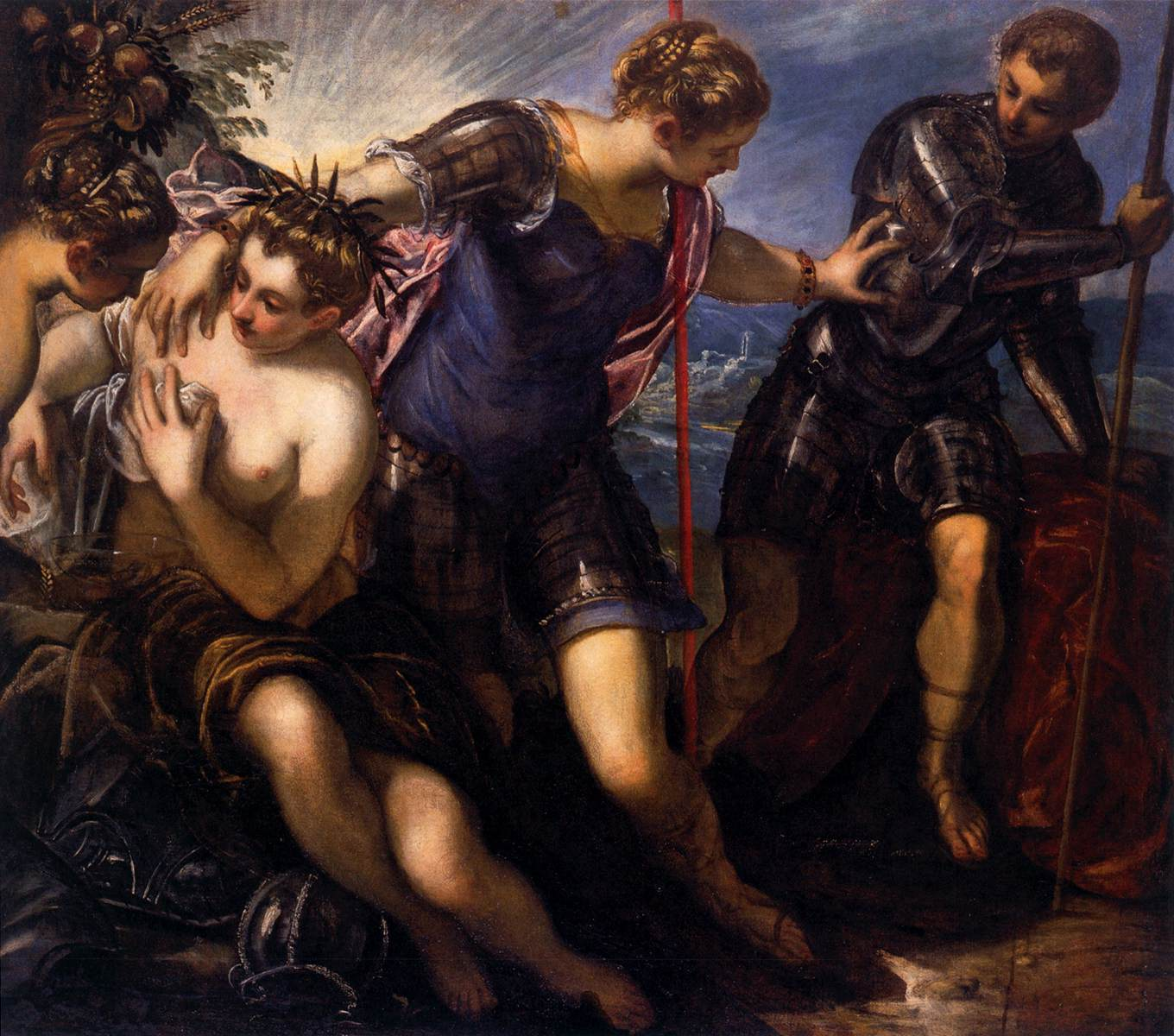
『マルスを退けるミネルヴァ』（1576年頃、ティントレット）
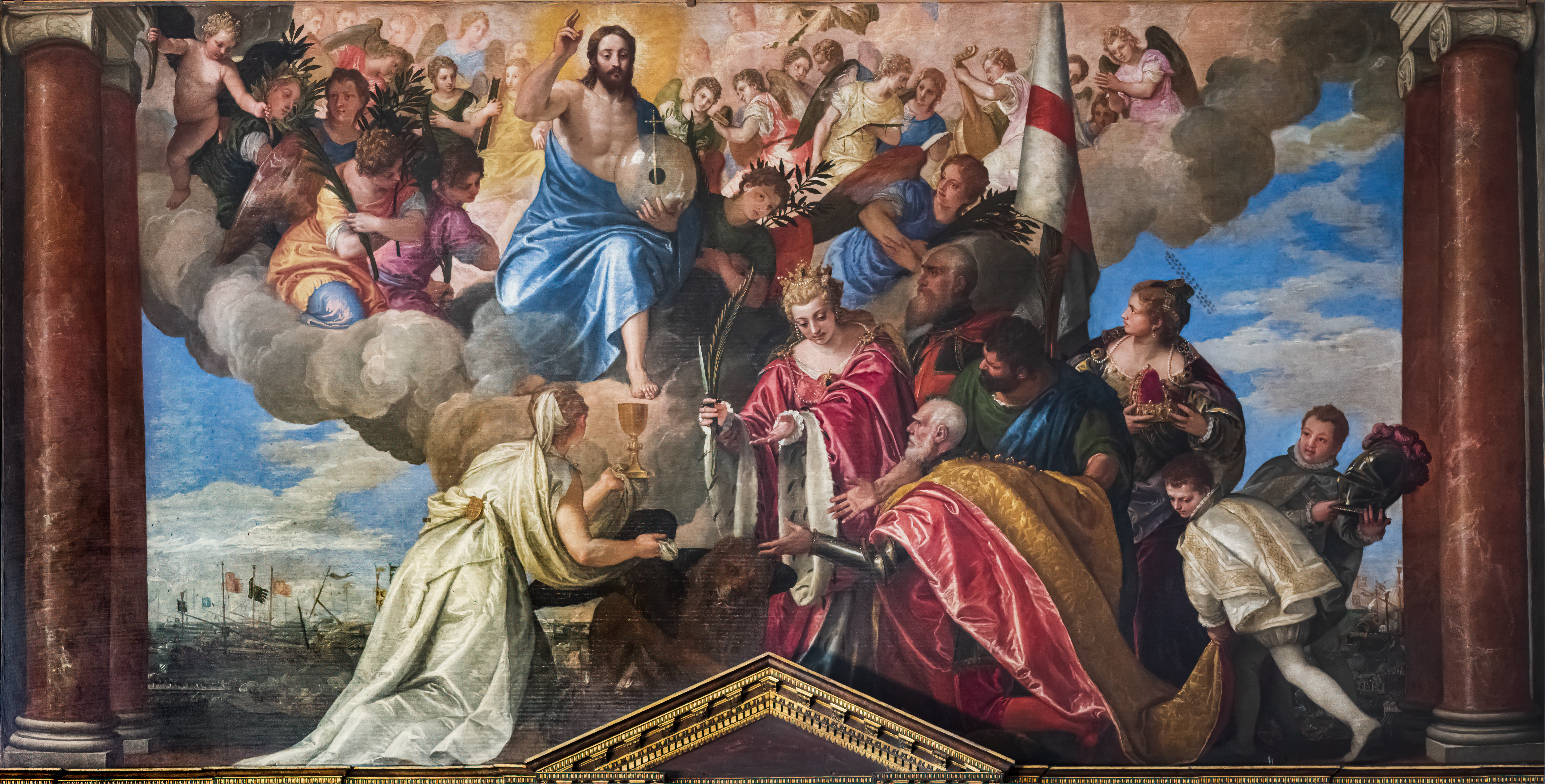
『レパントの海戦の勝利を感謝するヴェニエル総督』（1581 - 1582年頃、パオロ・ヴェロネーゼ）
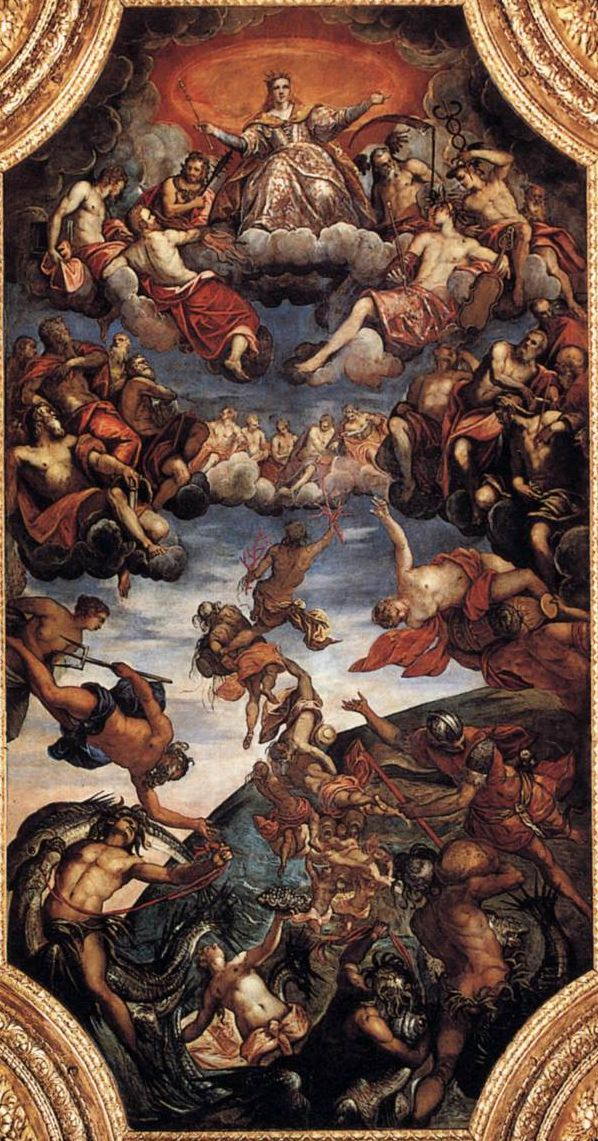
『ヴェネツィア称揚』（1584年、ティントレット）
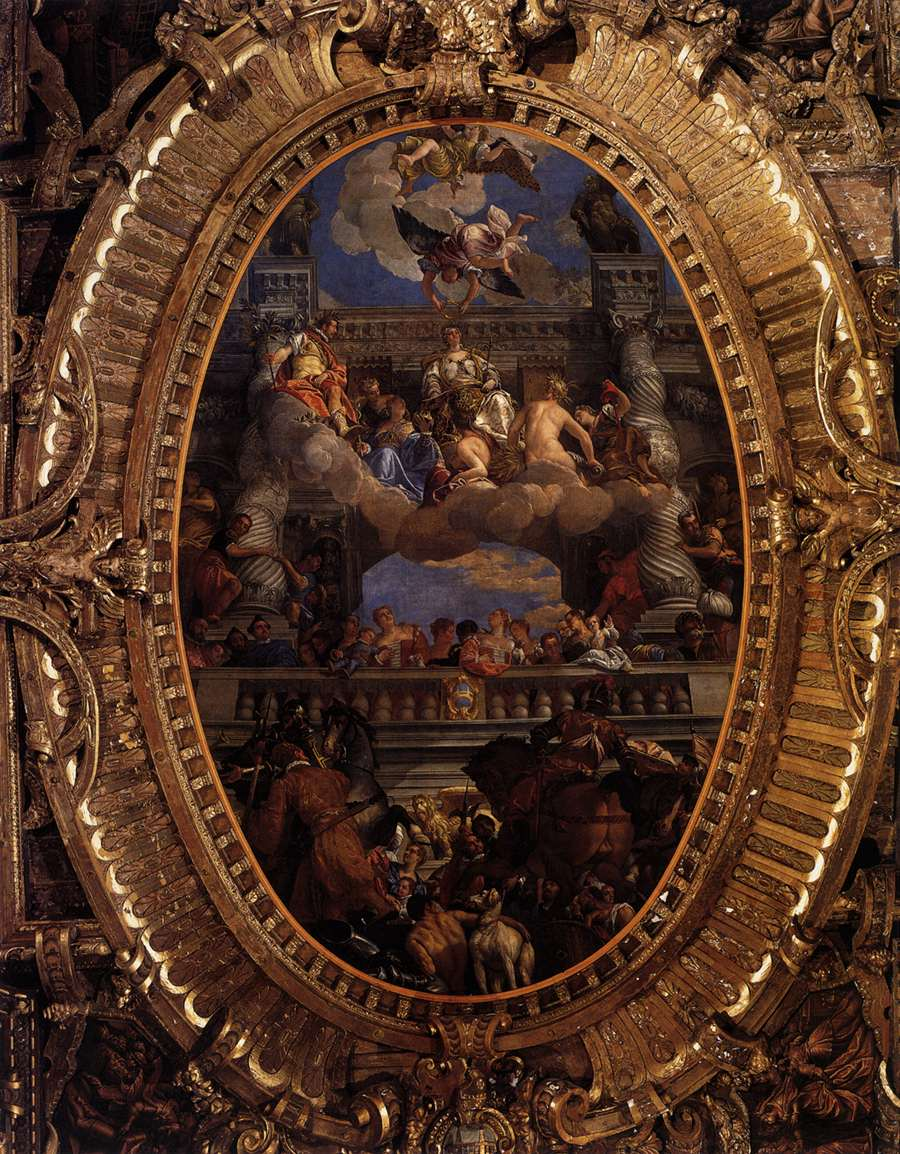
『ヴェネツィア礼賛』（1585年、パオロ・ヴェロネーゼ）
『天国』（1588年以降、ティントレット）
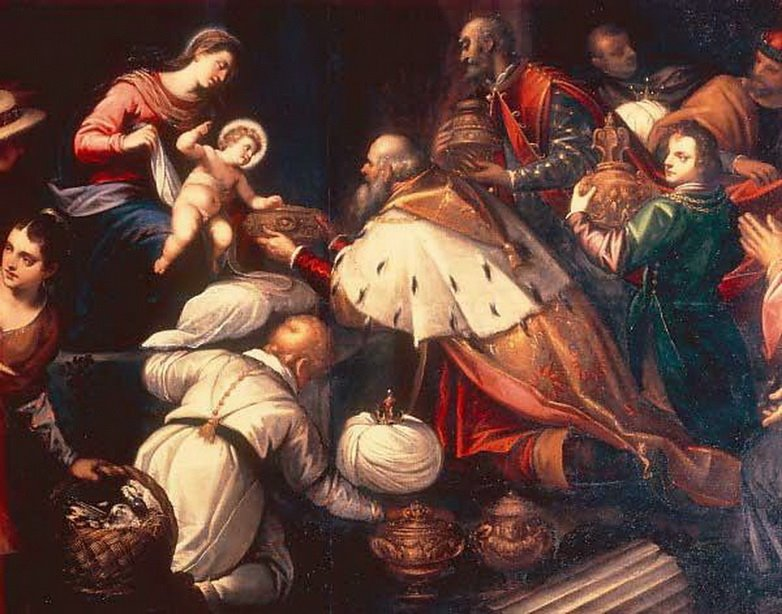
『東方三賢王の礼拝』（1600年頃、アントニオ・ヴァッシラッキ）

## 関連文献
- Romanelli, Giandomenico, Romano, Eileen., ed., The Doge's Palace in Venice (first ed.), Skira, ISBN 978-88-572-0937-1